# Norbertstraße 1

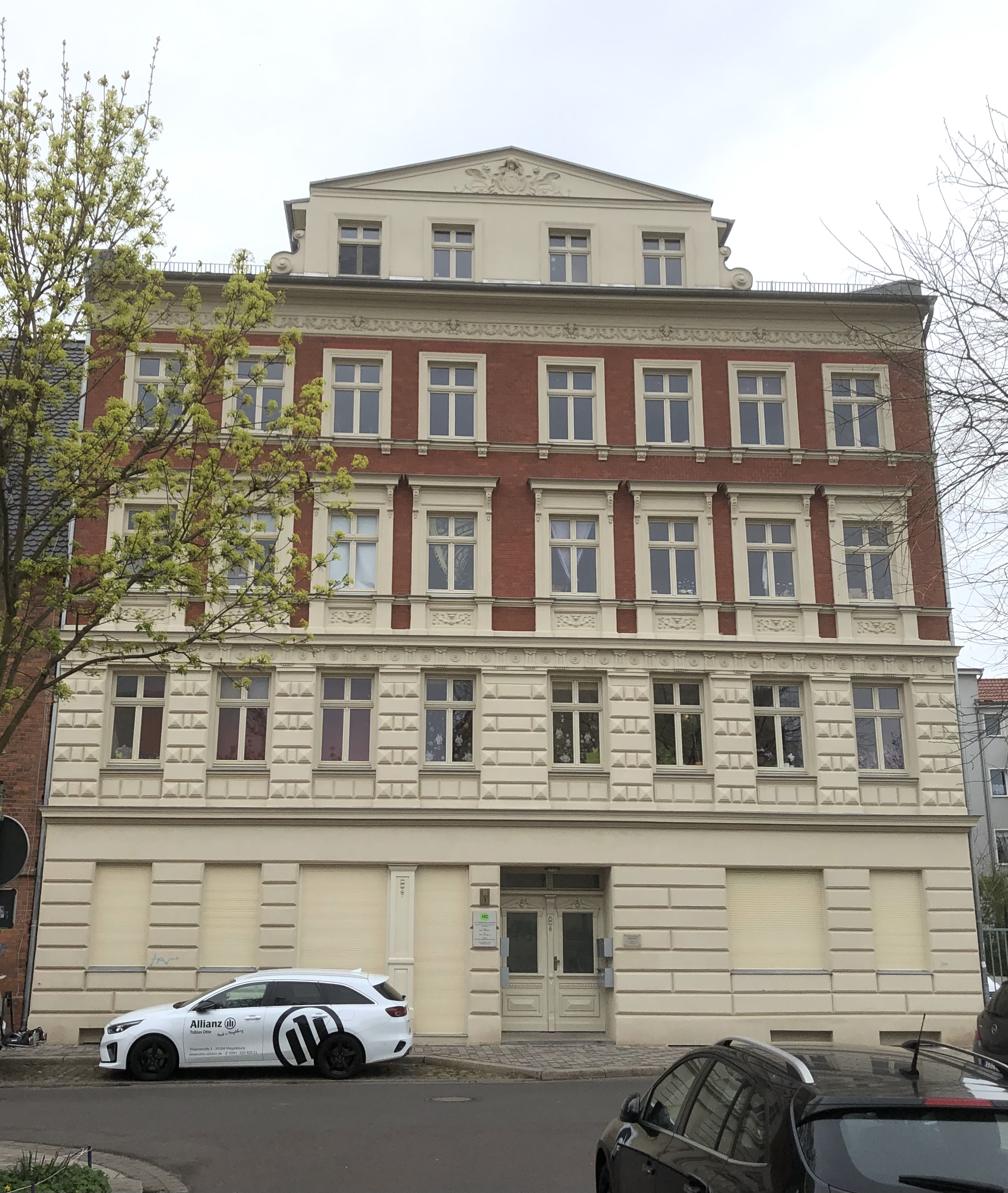
Norbertstraße 1, 2022

Das Gebäude Norbertstraße 1 ist ein denkmalgeschütztes Wohnhaus in Magdeburg in Sachsen-Anhalt.

## Lage
Das Haus befindet sich auf der Westseite der Norbertstraße im Magdeburger Stadtteil Buckau, gegenüber der von Osten einmündenden Gaertnerstraße. Unmittelbar südlich grenzt das gleichfalls denkmalgeschützte Pfarrhaus Kapellenstraße 3 an.

## Architektur und Geschichte
Der viergeschossige Bau entstand etwa in der Zeit von 1880 bis 1890. Die achtachsige, in den oberen Geschossen symmetrische Fassade weist im Erdgeschoss eine Rustizierung auf. Die zierenden Elemente der Fassade sind im Stil des Spätklassizismus gestaltet und eher zurückhaltend eingesetzt. Die Fensteröffnungen sind von einfach gehaltenen, profilierten Rahmungen gefasst. Sowohl im Bereich der Brüstungen als auch am Gesims finden sich Stuckelemente in Form von Girlanden und Friesen. Auf dem Dach des Ziegelgebäudes befindet sich, als typisches Element des Spätklassizismus, ein sehr breit gelagertes vierachsiges Dachhaus, das von einem flachen Dreiecksgiebel bekrönt wird.
Am 21. April 1914 wurde im Haus ein Fleischerladen des Konsumvereins Magdeburg eröffnet, der von der Konsumfleischerei beliefert wurde.
Im örtlichen Denkmalverzeichnis ist das Wohnhaus unter der Erfassungsnummer 094 17849 als Baudenkmal verzeichnet.
Das Gebäude gilt, insbesondere als Point de vue der direkt auf das Haus zulaufenden Gaertnerstraße, als städtebaulich bedeutend.